# Rica Reinisch
Rica Reinisch, née le 6 avril 1965 à Seifhennersdorf, est une ancienne nageuse allemande. Elle a gagné trois médailles d'or pour la République démocratique allemande aux Jeux olympiques d'été de 1980 à Moscou.
Elle est membre de l'International Swimming Hall of Fame.

## Dopage
Rica Reinisch, comme la plupart des sportifs est-allemands de la même époque, a été dopée par ses entraineurs sur ordre de la Stasi. Les nageurs étaient dopés à l'Oral-Turinabol, un stéroïde anabolisant dérivé de la testostérone. À l'âge de 16 ans, elle commença à souffrir lors de ses menstruations. Les médecins découvrirent alors que ses ovaires avaient grandi anormalement. Sa mère l'obligea à arrêter sa carrière sportive, juste après les Jeux Olympiques de Moscou.
Après la chute du Mur de Berlin et la réunification allemande, des enregistrements confirmèrent le scandale du dopage en Allemagne de l'est. Rica Reinisch s'est mariée, a fait deux fausses-couches et a souffert également de problèmes cardiaques. À la suite du procès du dopage est-allemand au début des années 1990, elle témoigna et reçut des dommages et intérêts.

## Palmarès

### Jeux olympiques d'été
- Natation aux Jeux olympiques de 1980 à Moscou ( Union soviétique)
  -  Médaille d'or du 200 mètres dos
  -  Médaille d'or du 100 mètres dos
  -  Médaille d'or du 4 × 100 mètres 4 nages